# ريتشارد لويس ميلر
ريتشارد لويس ميلر (بالإنجليزية: Richard Louis Miller)‏ هو مقدم برامج إذاعية وعالم نفس أمريكي، ولد في 1939 في الولايات المتحدة.